# 양양 (배우)
양양(중국어 정체자: 楊洋, 간체자: 杨洋, 병음: Yáng Yáng, 1991년 9월 9일 ~ )은 중화인민공화국의 배우이다. 상하이에서 태어났으며, 본적은 안후이성 허페이 시이다. 중국인민해방군예술학원 무용학과를 졸업했다. 2010년 드라마 《신홍루몽》에서 남자주인공 가보옥으로 출연하며 배우로 활동을 시작했다. 2011년 《건당위업》을 통해 처음으로 영화에 출연을 했고, 2014년 《좌이》와 2015년 《도묘필기》에 출연하면서 주목을 받았다. 2015년 드라마 《선풍소녀1》에 출연하여 큰 인기를 끌었고, 2016년 《미미일소흔경성》에서의 연기로 호평을 받았다. 2020년 성룡과의 합작영화 《급선봉(Vanguard)》가 개봉 예정이다. 2020년 현재 제작 중인 《니시아적영요》는 2021년 여름 개봉 예정이다.

## 유년 시절
- 양양의 본적은 안휘성 합비
- 상해에서 태어나고 자랐으며, 상해시 보타구 금주초등학교를 다녔다.
- 어려서부터 춤을 열렬히 사랑했던 그는 대여섯 살 쯤부터에 상해화계학교에서 무용을 배우기 시작, 예술학교의 제 5기 수강생이 되었다.
- 상해화계예술학교에서 무용을 배우는 4~5년동안 양양은 무용에 특출한 재능을 표출했으며, 초등 3학년 때 고등학생의 무용반에 올라갈 수 있었고, 늘 학교를 대표하여 외부 대회와 공연에 나가 입상하였다.
- 2003년, 초등 5학년이던 양양은 중국인민해방군예술학원과 상해시무용학원(현재 상해희극학원으로 병합됨)에 합격하였고, 군장(군대 복식)을 좋아했던 그는 최종적으로 군예(중국인민해방군예술학원)를 선택하였다.
- 당시 북경 각 예술학원의 학생들 사이에는 이른바 “군예 잘생긴 오빠 1일 유람”이라는 말이 유행하였는데, 그 뜻은 “ 하루를 써서 군예로 잘생긴 오빠를 보러간다”는 말이었고, 그 잘생긴 오빠는 바로 양양이었다.
- 재학 중 양양은 매우 노력하였고 학업 성적은 늘 상위권이었는데, 2학년부터 바로 수석이 되었고, 군예의 “홍성배” 무용대회에서 1등상을 수상하였다.
- 3학년 때 양양은 남경군구 전선문공단의 문예병으로 특별 초빙되어 교육을 받았다.
- 2007년, 2명만이 독무를 할 수 있는 상황에서 양양은 남경전선문공단 졸업 발표회에서 독무 <포공영>을 공연하였다.
- (* 중국에서 학원은 전문적인 영역을 배우는 단과대학을 의미)

## 출연 작품

### 드라마
| 연도 | 제목                       | 역할        | 비고 |
| ---- | -------------------------- | ----------- | --- |
| 2010 | 《신홍루몽》               | 가보옥      | |
| 2010 | 《청춘선율》               | 영호        | |
| 2010 | 《미려e시대》              | 도판전      | 원제 : 아적준맹노공 |
| 2011 | 《화개반하》               | 육원        | |
| 2012 | 《전쟁부상신안루》         | 두장우      | |
| 2012 | 《쇄신3+7 초재묘여병마용》 | 하천탁      | |
| 2012 | 《삼국의 여인》            | 조식        | |
| 2013 | 《신락신》                 | 삼공자 자건 | |
| 2013 | 《무간도(종극정복)》       | 백념생      | 항일물 |
| 2013 | 《견진기연》               | 황막여      | |
| 2015 | 《사대명포》               | 무정 공자   | 소년사대명포 (2015년 드라마)                                                                                                  |
| 2014 | 《화등만성》               | 비유        | |
| 2014 | 《소시대지절지시대》       | 닐(Neil)    | |
| 2015 | 《도묘필기 1》             | 장기령      | |
| 2015 | 《선풍소녀 1》             | 약백        | 선풍소녀 플레이 리스트 |
| 2016 | 《아시니적미미폰》         | 미미        | 한국 부산에서 촬영 |
| 2016 | 《미미일소흔경성》         | 샤오나이    | iMBC 저작권 |
| 2017 | 《무동건곤》               | 임동        | 중국방송 : 동방위시, 유쿠(온라인) 방송 (2018. 8. 6~9/26, 60부작, 월~목 밤 10시/1일2회방송) 한국방송 : 채널차이나에서 판권구입 |
| 2019 | 《전직고수》               | 예슈, 예추  | Tencent 2019.07.24 40부작 방영                                                                                                |
|      |                            |             | |

### 영화
배우 양양의 출연작품들이고요. 연도는 제작연도로 보시면 됩니다.
| 연도 | 제목                      | 역할        | 비고                                                                          |
| ---- | ------------------------- | ----------- | ----------------------------------------------------------------------------- |
| 2010 | 《I Do 애전영》           |             |                                                                               |
| 2011 | 《건당위업》              | 양견지      |                                                                               |
| 2012 | 《음식남녀 호원우호근》   | 소년사철    |                                                                               |
| 2015 | 《폭주신탐》              | 장시우      | 주동우, 양자산 [폭주신탐 영화정보]                                            |
| 2015 | 《좌이》                  | 허익        | 소유붕 감독                                                                   |
| 2016 | 《너의 세계를 지나칠 때》 | 마오스바    | 2016. 9. 29 중국 전역개봉 [종니적전세계로과 영화정보]                         |
| 2017 | 《삼생삼세 십리도화》     | 묵연 / 야화 | 2017. 8. 3 오후2시 중국개봉 2018. 1. 18 한국개봉 [삼생삼세십리도화 영화정보 ] |
| 2018 | 《도묘필기:제국의 서막》  | 장치링      | 2018. 7. 5 한국개봉 [도묘필기 영화정보 ]                                      |
| 2020 | 《급선봉》                |             | 2020.01. 상영 예정                                                            |

### 예능
| 연도   | 방송사           | 제목             | 회차 | 방영일              | 비고                                            | 링크                                                                       |
| ------ | ---------------- | ---------------- | ---- | ------------------- | ----------------------------------------------- | -------------------------------------------------------------------------- |
| 2010년 | 안후이성텔레비전 | 극풍행동         |      | 2월 27일            | 《신홍루몽》 출연진                             |                                                                            |
| 2010년 | 후난위성텔레비전 | 백일몽공장       |      | 7월 18일            | 《신홍루몽》 출연진                             |                                                                            |
| 2010년 | 후난위성텔레비전 | 쾌락대본영       |      | 7월 31일            | 《신홍루몽》 출연진                             |                                                                            |
| 2010년 | 톈진 방송국      | 진야가년화       |      | 9월 18일 ~ 9월 25일 | 《신홍루몽》 출연진                             |                                                                            |
| 2010년 | 산동텔레비전     | 천하여인         |      | 9월 25일            | 《신홍루몽》 출연진                             |                                                                            |
| 2010년 | CCTV-3           | 개심사전         |      | 11월 16일           | 《신홍루몽》 출연진                             |                                                                            |
| 2011년 | 후난위성텔레비전 | 천천향상         |      | 11월 4일            | 우샤오통, 후샤                                  |                                                                            |
| 2015년 | 후난위성텔레비전 | 화아여소년 시즌2 | 11회 | 4월 25일 ~ 7월 4일  | 모아민, 허청, 녕정, 진의함, 정솽, 징보란        | EP01, EP02, EP03, EP04, EP05, EP06, EP07, EP08, EP09, EP10, EP11, 특집다큐 |
| 2015년 | 후난위성텔레비전 | 쾌락대본영       |      | 3월 21일            | 《소년사대명포》 출연진(장한, 천웨이팅), 우이판 | 1, 2                                                                       |
| 2015년 | 후난위성텔레비전 | 쾌락대본영       |      | 5월 16일            | 지창욱, 장한, 징보란                            | 1, 2, 3                                                                    |
| 2015년 | 후난위성텔레비전 | 쾌락대본영       |      | 5월 23일            | 《화아여소년》 출연진                           | 1, 2                                                                       |
| 2015년 | 후난위성텔레비전 | 쾌락대본영       |      | 7월 18일            | 《선풍소녀》 출연진                             | 1, 양양편집본                                                              |
| 2015년 | 후난위성텔레비전 | 천천향상         |      | 12월 17일           |                                                 | 1                                                                          |
| 2016년 | 후난위성텔레비전 | 쾌락대본영       |      | 1월 23일            | 우레이, 이종석, 씨앤블루                        | 1                                                                          |
| 2016년 | 후난위성텔레비전 | 쾌락대본영       |      | 9월 24일            | 《종니적전세계로과》 출연진                     | 1, 2, 3, 4                                                                 |

### 뮤직비디오
- 2010년 허아일개홍루몽(许我一个红楼梦)  : 양양이 데뷔한 드라마 '신홍루몽'의 OST로 가수 림신(林申)이 노래했다.
- 2015년 We Wish You A Merry Christmas : 杨洋、胡夏、欧豪、段博文 좌이 멤버들과 함께 부른곡
- 2015년 방심거비(放心去飞)  : 영화 左耳(The Left Ear) ost
- 2015년 안심적온유(安心的温柔) first M/V official M/V : 팬들에게 감사하는 마음담아 부른 곡. 2015년 자신의 생일에 있었던 팬미팅 자리에서 직접 불러서 많은 팬들을 감동시켰다.
- 2016년 부자 생방송영상 official M/V  : 권위있는 가곡 [부자]를 성악가 佟铁鑫이 크로스오버하여 새롭게 부른곡이다. 뮤직비디오는 张一白 감독이 연출하였으며 실제 부자 30팀이 출연했다.
- 2016년 미미일소흔경성  : 드라마 미미일소흔경성 ost
- 2017년 삼생삼세십리도화 : 영화 삼생삼세십리도화 OST

### 광고
- 2010年：大运电动车 （与 蒋梦婕 李沁 于小彤 周毅 缪俊杰）
- 2010年：法国栢姿Payot（与 蒋梦婕）
- 2015年：RIO锐澳鸡尾酒  （与 郭采洁）
- 2015年：康师傅冰红茶
- 2015年：索尼耳机h.ear系列及索尼Walkman A系列新品
- 2015年：爱奇艺VIP会员 （与 黄渤 Angelababy）
- 2015年：飘柔（与 迪丽热巴）- 微电影《我的VR男友》(적려열파와 남녀버전 각각 촬영함)
- 2015年：견과 백초미(百草味) - 微电影《百草味杨洋演吃会》
- 2015年：康师傅茉莉茶系列 （与 郑爽）- 微电影《寻年传说》, 미니광고드라마 캉스푸 "자스민꽃 피기를 기다리며"  , 캉스푸 포공영
- 2016年：겔랑(法国娇兰(Guerlain)) 帝皇蜂姿系列与唇妆产品（法国娇兰历史上首位男性代言人），微电影《治愈之岛》 "치유의 섬"
- 2016年：OPPO手机R9系列 （与 杨幂 李易峰 TFBoys），微电影《我是你的咩咩phone》 "나는 너의 미미Phone"
- 2016年：桂格燕麦
- 2016年：의류브랜드 션마(森马)
- 2016年：倩女幽魂手游
- 2016年：屈臣氏会员卡
- 2016年：碧浪
- 2016年：惠普Pavilion畅游人系列
- 2017年：万宝龙(몽블랑)  - 몽블랑 아시아 모델 선정. 17. 9. 8일부터 한국내 면세점을 비롯 백화점 입점된 몽블랑 매장에 양양으로 일부 변경됨.
- 2018年 : 펩시콜라, Puma, Guerlain
- 2019年 : Alfa Romeo(이탈리아 자동차), Vaseline, Buguang, SKG(마사지기), ALLIE(선크림), 水星家纺(이불 등 침구류)

## 공익활동
- 2010년 5월 28일, 양양은 연예인 자원자로서 I Do 아동기금 “꿈의 교실” 발족식에 참여하였고, 11월 23일 조양구 육재다공자제 초등학교에서 4학년 체육교사를 맡아 PK 축구대회를 개최하여 아이들에게 멋진 “꿈의 교실”을 만들어주었다.
- 2010년 5월 28일, 양양은 빈농돕기 기금회의 요청에 응해 “엄마와 영아를 위한 평안 120행동” 10주년 자선파티에 참석하였으며 이 곳의 홍보대사(관심을 많이 갖고 도와주는 스타)가 되어 많은 스타들과 함께 빈곤가정의 모자를 돕는 활동에 참여하였다.
- 2010년 12월 26일, 양양은 “奥丽侬·郁金香” 공익행동의 발족식에 참석하였는데, 이것은 여성에 대한 관심, 유선염을 예방하고 치료하기 위한 활동이다.
- 2015년 7월 6일, 그는 물절약 공익 단편 제작 발표에 참여하였는데, 극 중 양양은 물을 절약하는 꿀팁들을 전하며 대중들에게 물을 아껴 사용하도록 호소하였다.
- 2015년 9월 9일, 양양은 “2015년 양양 24세 생일 팬미팅”에서 곽채결과 함께 칵테일 업계 선두 브랜드 RIO의 현장 선포 “미성년 음주 반대 RIO 공익활동의 홍보대사”가 되어 미성년의 금주에 앞장섰다.
- 2015년 9월 23일, 양양은 2015 바자 스타자선의 밤에 참석, 자선 판매 부분에 자신이 직접 만든 월병을 내놓아 응원하였다.
- 2015년 9월 30일, 양양은 바이두 티에바 팬의 날 행사에 참석하였다. 중국청소년발전기금회는 양양에게 공익기부증서를 전달하여 양양과 그 팬들이 “五元新校舍”에 대해 큰 관심과 지지를 보내 준 것에 대해 감사하였고, 광서 하지시 대화현 강남향 상미촌 가소학교 분점을 “양양희망초등학교”라고 명명했다.
- 2015년 10월 16일, 양양은 바자 경매에 참여하였다. 이 경매는 12시간, 24만명이 관람하였으며 1338번의 입찰과 92건의 경매물품이 판매되어 총액 100만위안(1억7천만원)이 모금되었는데, 그 중 양양이 사인해서 내놓은 Rookie Watch가 86897위안(1500만원)에 낙찰되었다.
- 2016년 2월 1일, 양양은 웨이보를 통해 “함께 9+1”의 모금에 성공하여 중국인터넷발전기금회가 발족되었는데, 이 활동으로 1인 100위안씩 기부, 9명이 하나의 빈곤가정이 설을 잘 보낼 수 있게 돕는 것을 호소하였다.
- 2016년 11월 25일, [화이트리본데이] 캠페인 참여 - 국제 여성 폭력 추방의 날을 맞이하여 여성권익을 위해 목소리를 냈다. #BeHerVoice# 피해여성들의 입장에서 폭력 경험에 대해 이야기하고, 그녀들이 도움을 요구하는 것을 격려하고 지지하는 동시에 더 많은 잠재 폭력피해자들이 각성토록 성토했다.
- 2016년 12월 1일, 제29회 세계에이즈날을 맞이하여 캠페인송에 참여했다.
- 2016년 12월1일 세계에이즈날 캠페인송 : 瞳孔里的太阳를 杨洋을 비롯 TFBOYS,G E M 邓紫棋、关晓彤、王嘉、雷佳、肖央、秦凯、何姿 가수들이 함께 참여했습니다...
- 2017년 9월 9일 공익의 날을 기념하여 양양은 "2017년 26세 생일 팬미팅"에서 소외된 이웃에게 힘을 줄 수 있는 노래 爱的力量 (사랑의 힘)을 발표하며, 또 한번의 뜻깊은 뜻깊은 생일을 맞이하였다.